# لغات بنغالية آسامية
اللغات بنغالية آسامية أو (لغات بنغالية آسامية) تخص المنطقة الشرقية للغات الهندية الآرية.

## اللغات
| اللغة                                                                 | الاسم المحلي                                                                       | الكتابة                                             | الأبجدية                      | عدد المتحدثيين (بالملايين) | المنطقة                                                                                              |
| --------------------------------------------------------------------- | ---------------------------------------------------------------------------------- | --------------------------------------------------- | ----------------------------- | -------------------------- | --- |
| اللغة الآسامية                                                        | অসমীয়া Oxomiya                                                                       | Bengali–Assamese script                             | كتابة أسامية                  | 15.3                       | الهند (آسام)                                                                                         |
| اللغة البنغالية                                                       | বাংলা Bangla                                                                          | Bengali–Assamese script                             | ألفبائية بنغالية              | 261.8                      | بنغلاديش (لغة وطنية) · الهند (البنغال الغربية وجهارخاند وتريبورة وأجزاء من آساموجزر أندمان ونيكوبار) |
| لغة بيشنوبريا مانيبورية                                               | বিষ্ণুপ্রিয়া মণিপুরী Bișnupriya Monipuri                                                    | Bengali–Assamese script                             | ألفبائية بنغالية              |                            | الهند (آسام ومانيبور وتريبورة) · بنغلاديش (إقليم سلهت)                                               |
| Chakma                                                                | 𑄌𑄋𑄴𑄟 চাকমা Sangma                                                                     | Bengali–Assamese script Chakma script كتابة لاتينية |                               | 0.32                       | بنغلاديش (محافظة شيتاغونغ) · الهند (ميزورام وتريبورة) · ميانمار (راخين)                              |
| التشيتاغنغية                                                          | চাটগাঁইয়া siʈaiŋga                                                                     | Bengali–Assamese script كتابة عربية كتابة لاتينية   | ألفبائية بنغالية              | 13                         | بنغلاديش (محافظة شيتاغونغ) · ميانمار (راخين)                                                         |
| لغة هاجونغية                                                          | হাজং Hazong                                                                          | Bengali–Assamese script كتابة لاتينية               | كتابة أسامية ألفبائية بنغالية | 0.06                       | الهند (آسام وميغالايا) · بنغلاديش (إقليم ميمينسينغ)                                                  |
| [[Rangpuri/ Kamtapuri/ Rajbongshi\|Rangpuri/ Kamtapuri/ Rajbongshi]] ‏ | রংপুরী কামতাপুরী রাজবংশী কোচ ৰাজবংশী राजबंशी Rongpuri Kamatapuri Rajbongši Kʊch rajbongsi Rajbanshi | Bengali–Assamese script، ديوناكري                   | ألفبائية بنغالية كتابة أسامية | 10.8                       | بنغلاديش (إقليم رنكبور) · الهند (البنغال الغربية وآسام) · نيبال (Province No. 1)                     |
| Noakhalian                                                            | নোয়াখাইল্লা Noakhailla                                                                  | Bengali–Assamese script                             | ألفبائية بنغالية              | 7                          | بنغلاديش (Noakhali) · الهند (تريبورة)                                                                |
| اللغة الروهينغية                                                      | رُاَࣺينڠَ Ruáingga                                                                     | كتابة عربية الخط الحنيفي كتابة لاتينية              |                               | 2.52                       | ميانمار (راخين) · بنغلاديش (محافظة شيتاغونغ)                                                         |
| اللغة السورجابورية                                                    | सुरजापुरी সুরজাপুরী Surjapuri                                                              | ديوناكري Bengali–Assamese script                    | ألفبائية بنغالية              | 2.26                       | الهند (بهار والبنغال الغربية)                                                                        |
| لغة سيلهيتية                                                          | ꠍꠤꠟꠐꠤ ছিলটি Siloŧi                                                                     | Bengali–Assamese script Sylheti Nagari script       | لغة سيلهيتية                  | 11.8                       | بنغلاديش (إقليم سلهت) · الهند (آسام وميغالايا وتريبورا شمال)                                         |
| Tanchangya                                                            | 𑄖𑄧𑄐𑄴𑄌𑄧𑄁𑄉𑄴𑄡 তঞ্চংগ্যা Toncongya                                                              | Chakma script                                       |                               | 0.02                       | بنغلاديش (تشيتاجونج هيل تراكتس)                                                                      |